# Соломонова, Алла Анатольевна
Алла Анатольевна Соломонова (в девичестве Мальчик; род. 13 сентября 1977, Кировка, Кировоградская область) — украинская легкоатлетка, Заслуженный мастер спорта Украины, призёр летних летних Паралимпийских игр 2004 и 2008 года.

## Биография
Алла Соломонова, инвалид II группы с диагнозом «детский церебральный паралич (ДЦП)», родилась 13 сентября 1977 года в с. Кировка, Маловисковский район, Кировоградская область. Занятия спортом начинала в секции пауэрлифтинга под руководством ЗТУ Вячеслава Жукова. С 1999 года тренировалась в секции лёгкой атлетики ДЮСШ Кировоградского горисполкома. Тренер с 2002 года — ЗТУ Олег Соколовский.
В 2001 году стала чемпионкой Украины в толкании ядра, метании копья и диска, а на Всемирных играх среди спортсменов-инвалидов с последствиями ДЦП в английском Ноттингеме завоевала золотую, серебряную и бронзовую медали. В 2002 году на чемпионате мира по лёгкой атлетике среди инвалидов с повреждением опорно-двигательного аппарата и зрения во Франции стала второй в толкании ядра и третьей в метании диска. В том же году Алле Соломоновой было присвоено звание мастера спорта Украины международного класса. Чемпионка Европы 2003 года (Нидерланды) в толкании ядра и серебряный призёр в метании диска.
За высокие спортивные достижения в 2003 году награждена орденом княгини Ольги III степени. В 2004 году на Паралимпийских играх в Афинах завоевала бронзу в толкании ядра и стала пятой в метании диска. После успешного выступления на Паралимпиаде награждена орденом княгини Ольги II степени. В 2005 году стала трёхкратной чемпионкой Всемирных игр среди спортсменов-инвалидов с заболеванием ДЦП, установив мировые рекорды в толкании ядра (9 м 32 см) и метании копья (17 м 17 см). На чемпионате Европы по лёгкой атлетике среди спортсменов с повреждением опорно-двигательного аппарата заняла первое место в метании диска и показала второй результат в толкании ядра. В 2006 году на чемпионате мира в Нидерландах стала чемпионкой в толкании ядра и завоевала серебро в метании диска. Победительница XIII Паралимпийских игр в Пекине в толкании ядра и бронзовый призёр в метании диска.